# ای.جی. پرو
ای. جی. پرو (انگلیسی: A. J. Pero; ۱۴ اکتبر ۱۹۵۹ – ۲۰ مارس ۲۰۱۵) طبل‌زن اهل ایالات متحده آمریکا بود. وی بین سال‌های ۱۹۷۸ تا ۲۰۱۵ میلادی فعالیت می‌کرد.